# 奧爾梅斯河
51°3′38.944339″N 9°16′30.74707″E / 51.06081787194°N 9.2752075194°E

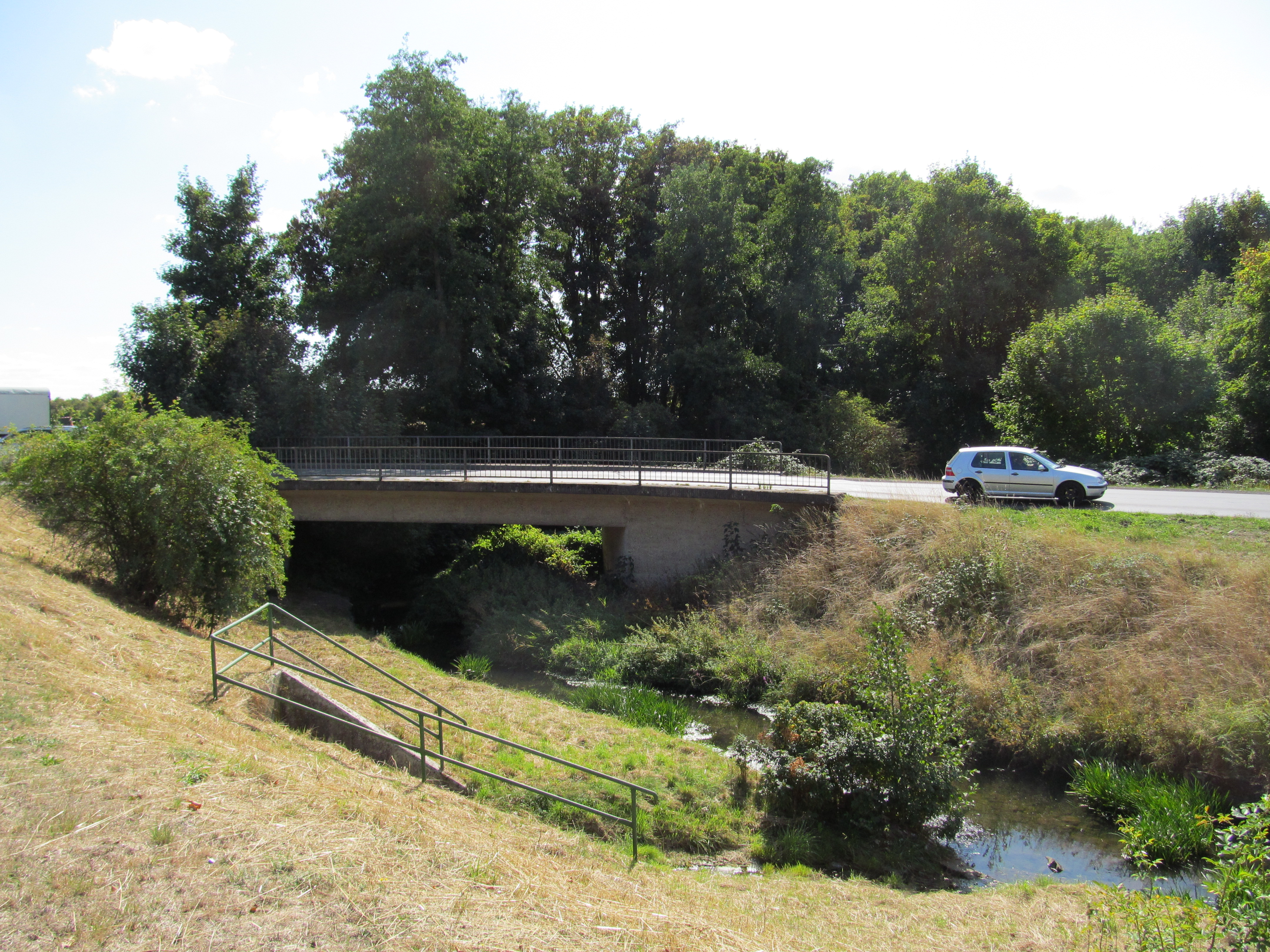
奧爾梅斯河

奧爾梅斯河（德語：Olmes），是德國的河流，位於該國中部，由黑森州負責管轄，屬於施瓦爾姆河的右支流，河道全長11.1公里，流域面積48.1平方公里，河口處在博爾肯附近。